# فرودگاه شهرستان بووفرت
فرودگاه شهرستان بووفرت (به انگلیسی: Beaufort County Airport) (به زبان بومی: Frogmore Intranational Airport) یک فرودگاه همگانی بهره‌برداری هوایی با کد یاتا BFT است که یک باند فرود آسفالت دارد و طول باند آن ۱۰۴۷ متر است. این فرودگاه در کشور ایالات متحده آمریکا قرار دارد و در ارتفاع ۳ متری از سطح دریا واقع شده‌است.